# Теорема Лагранжа про обернення рядів
Теорема Лагранжа про обернення рядів — теорема в математичному аналізі про побудову ряду Тейлора для оберненої функції до даної аналітичної функції.

## Формулювання теореми
Нехай функцію z від змінної w задано рівнянням
{\displaystyle f(w)=z\,}
де f — аналітична в точці a та f '(a) ≠ 0. Тоді можна подати w у вигляді ряду
{\displaystyle w=a+\sum _{n=1}^{\infty }g_{n}{\frac {(z-f(a))^{n}}{n!}},}
де
{\displaystyle g_{n}=\lim _{w\to a}\left[{\frac {\mathrm {d} ^{\,n-1}}{\mathrm {d} w^{\,n-1}}}\left({\frac {w-a}{f(w)-f(a)}}\right)^{n}\right].}
Теорема стверджує, що цей ряд має не нульовий радіус збіжності в околі {\displaystyle z=f(a)}.
Якщо опустити вимогу аналітичності, формулу можна узагальнити для формальних степеневих рядів.
Теорему довів Лагранж і узагальнив Гансом Бюрман у XVIII столітті.
Якщо f — формальний степеневий ряд, то формула не дає змоги виразити коефіцієнти ряду оберненої функції через коефіцієнти ряду початкової функції. Якщо функції f та g подано формальними степеневими рядами
{\displaystyle f(w)=\sum _{k=0}^{\infty }f_{k}{\frac {w^{k}}{k!}},\qquad g(z)=\sum _{k=0}^{\infty }g_{k}{\frac {z^{k}}{k!}},}
а також f0 = 0 та f1 ≠ 0, то явну формулу для коефіцієнтів оберненого ряду можна подати через поліноми Белла:
{\displaystyle g_{n}={\frac {1}{f_{1}^{n}}}\sum _{k=1}^{n-1}(-1)^{k}n^{(k)}B_{n-1,k}({\hat {f}}_{1},{\hat {f}}_{2},\ldots ,{\hat {f}}_{n-k}),\quad n\geq 2,}
де {\displaystyle {\hat {f}}_{k}={\frac {f_{k+1}}{(k+1)f_{1}}},}    {\displaystyle g_{1}={\frac {1}{f_{1}}},}   та  {\displaystyle n^{(k)}=n(n+1)\cdots (n+k-1),}  — зростаючий факторіал.

## Приклад
Алгебричне рівняння степеня p
{\displaystyle x^{p}-x+z=0}
можна розв'язати з отриманням ряду
{\displaystyle x=\sum _{k=0}^{\infty }{pk \choose k}{\frac {z^{(p-1)k+1}}{(p-1)k+1}}.}
За ознаками збіжності отримаємо радіус збіжності |z| ≤ (p − 1)p−p/(p − 1).

## Застосування

### Ряд Лагранжа—Бюрмана
Ряд Бюрмана — Лагранжа визначається як розклад голоморфної функції {\displaystyle f(z)}
за степенями іншої голоморфної функції {\displaystyle w(z)} і є узагальненням ряду Тейлора.
Нехай {\displaystyle f(z)} і {\displaystyle w(z)} голоморфні в околі деякої точки {\displaystyle a\in \mathbb {C} }, причому {\displaystyle w(a)=0} і {\displaystyle a} — простий нуль функції {\displaystyle w(z)}. Тепер виберемо деяку область {\displaystyle D\ni a}, у якій {\displaystyle f} і {\displaystyle w} голоморфні, а {\displaystyle w} однолиста в {\displaystyle {\overline {D}}}. Тоді має місце розклад вигляду:
{\displaystyle f(z)=\sum _{n=0}^{\infty }d_{n}w^{n}(z),}
де коефіцієнти {\displaystyle d_{n}} обчислюються за таким виразом:
{\displaystyle d_{n}={\frac {1}{2\pi i}}\int \limits _{\partial D}{\frac {f(\zeta )w'(\zeta )}{w^{n+1}(\zeta )}}\,d\zeta ={\frac {1}{n!}}\lim _{z\to a}{\frac {d^{n-1}}{dz^{n-1}}}\left\{f'(z){\frac {(z-a)^{n}}{w^{n}(z)}}\right\}.}

### W-функція Ламберта
Функція {\displaystyle W(z)} визначається рівнянням:
{\displaystyle W(z)e^{W(z)}=z.\,}
Застосуємо теорему для отримання ряду Тейлора для {\displaystyle W(z)} в околі {\displaystyle z=0.}
Приймемо {\displaystyle f(w)=w\mathrm {e} ^{w}} та {\displaystyle a=0.} Тоді
{\displaystyle {\frac {\mathrm {d} ^{n}}{\mathrm {d} x^{n}}}\ \mathrm {e} ^{\alpha \,x}\,=\,\alpha ^{n}\,\mathrm {e} ^{\alpha \,x}}
Отримаємо
{\displaystyle W(z)=\sum _{n=1}^{\infty }\lim _{w\to 0}\left({\frac {\mathrm {d} ^{\,n-1}}{\mathrm {d} w^{\,n-1}}}\ \mathrm {e} ^{-nw}\right){\frac {z^{n}}{n!}}\,=\,\sum _{n=1}^{\infty }(-n)^{n-1}\,{\frac {z^{n}}{n!}}=z-z^{2}+{\frac {3}{2}}z^{3}-{\frac {8}{3}}z^{4}+O(z^{5}).}
Радіус збіжності ряду дорівнює {\displaystyle e^{-1}} (для основної гілки функції).
Ряд може збігатись і для деяких більших z. Функція {\displaystyle f(z)=W(e^{z})-1\,} задовольняє рівняння
{\displaystyle 1+f(z)+\ln(1+f(z))=z.\,}
Тоді {\displaystyle z+\ln(1+z)\,} можна розкласти в ряд застосувавши теорему. Це дасть ряд для {\displaystyle f(z+1)=W(e^{z+1})-1\,}:
{\displaystyle W(e^{1+z})=1+{\frac {z}{2}}+{\frac {z^{2}}{16}}-{\frac {z^{3}}{192}}-{\frac {z^{4}}{3072}}+{\frac {13z^{5}}{61440}}-{\frac {47z^{6}}{1474560}}-{\frac {73z^{7}}{41287680}}+{\frac {2447z^{8}}{1321205760}}+O(z^{9}).}
{\displaystyle W(x)\,} можна обчислити підстановкою {\displaystyle \ln x-1\,} замість z.

### Двійкові дерева
Розглянемо набір {\displaystyle {\mathcal {B}}} нерозмічених двійкових дерев . Елемент {\displaystyle {\mathcal {B}}} це або лист нульового розміру, або кореневий вузол з двома піддеревами. Позначимо через {\displaystyle B_{n}} кількість двійкових дерев на 'вузлах.
Видалення кореня розбиває двійкове дерево на два дерева меншого розміру. З цього виходить функціональне рівняння на породжувальну функцію {\displaystyle \textstyle B(z)=\sum _{n=0}^{\infty }B_{n}z^{n}{\text{:}}}
{\displaystyle B(z)=1+zB(z)^{2}.}
Задаючи {\displaystyle C(z)=B(z)-1}, маємо {\displaystyle C(z)=z(C(z)+1)^{2}.} Застосовуючи теорему з {\displaystyle \phi (w)=(w+1)^{2}} отримуємо
{\displaystyle B_{n}=[z^{n}]C(z)={\frac {1}{n}}[w^{n-1}](w+1)^{2n}={\frac {1}{n}}{\binom {2n}{n-1}}={\frac {1}{n+1}}{\binom {2n}{n}}.}
Отже {\displaystyle B_{n}} є n-м числом Каталана.

### Асимптотичне наближення інтегралів
У теоремі Лапласа-Ерделі, яка дає асимптотичне наближення для інтегралів лапласового типу, інверсія функції є важливим кроком.